# Porto Velho
Porto Velho là một thành phố của Brasil. Thành phố Porto Velholà thủ phủ bang Rondônia. Thành phố Porto Velho có diện tích km2, dân số năm 2010 theo ước tính của Viện địa lý và Thống kê là 426.558 người.
Porto Velho nằm trên lưu vực sông Amazon, biên giới Rondônia và bang Amazonas, thành phố là một trung tâm thương mại quan trọng cho cassiterite, khai thác mỏ trong đó đại diện cho hoạt động kinh tế quan trọng nhất trong khu vực, cũng như một giao thông vận tải và trung tâm truyền thông. Nó nằm trên bờ phía đông của sông Madeira, một trong những nhánh chính của sông Amazon. Đây cũng là thành phố lớn nhất của Rondônia.
Thành phố này chiếm hầu hết các biên giới giữa Amazonas và Rondônia, và đồng thời là thành phố về phía tây và phía bắc tiểu bang.